# Molokai, la isla maldita
Molokai, la isla maldita ist ein spanischer Spielfilm aus dem Jahr 1959 und hat den belgischen Heiligen Damian de Veuster zum Thema, der auf der Hawaii-Insel Molokaʻi Leprakranke betreute. Der Film wurde am 21. August 1959 in Spanien uraufgeführt.

## Handlung
Der Ordenspriester Damian de Veuster kommt auf die Hawaii-Insel Molokaʻi, um sich um die dort angesiedelten Leprakranken zu kümmern, die dort von der Gesellschaft isoliert leben. Obwohl er zunächst nicht willkommen ist, kümmert er sich mit großem Einsatz um die Menschen auf der Insel. Besonders Bluck zeigt sich feindselig, der die Güter, die für die Menschen auf die Insel geschickt werden, an sich nimmt.
Damian de Veuster hilft bei der Geburt des Kindes einer im Sterben liegenden Gebärenden und beschließt, es großzuziehen. Kurz darauf errichtet er eine Kapelle auf der Insel. Auch tauft er Inselbewohner, die zum Christentum übertreten wollen. Als sich sein Ruhm vermehrt, bekommt er große Mengen Medizin, mit denen er die Menschen versorgen kann. Damian de Veuster wird für seinen Einsatz mit einem Orden ausgezeichnet.
Erschüttert reagiert Damian de Veuster, als er erste Anzeichen einer Lepraerkrankung bei sich feststellt, die vom Arzt bestätigt werden. Sein Zustand verschlechtert sich stetig. Schließlich stirbt er an seiner Krankheit; kurz darauf verschwinden seine Lepramale im Gesicht.

## Auszeichnungen
- Im Jahr 1959 gab es bei dem spanischen National Syndicate of Spectacle eine Prize of the National Syndicate of Spectacle- Auszeichnung für Luis Lucia als Bester Regisseur sowie einen Special Award für den Besten Film.

- Im Jahr 1960 wurden bei den Cinema Writers Circle Awards Hauptdarsteller Javier Escrivá als Bester Hauptdarsteller (Mejor Actor Principal) und Jaime García Herranz für das Beste Drehbuch (Mejor Guión) ausgezeichnet.

- Ebenfalls im Jahr 1960 gewann Hauptdarsteller Javier Escrivá bei den Fotogramas de Plata (Mejor intérprete de cine españo).